# Почесні звання Азербайджану
Почесні звання Азербайджану — державні нагороди Республіки Азербайджану.
Згідно з прийнятим 22 травня 1998 закону «Про почесні звання Республіки Азербайджан» за видатні досягнення і виняткові заслуги в розвитку науки, освіти, культури, літератури, журналістики, охорони здоров'я, фізичної культури і спорту, економіки визначені такі почесні звання Республіки Азербайджан:
- Народний артист Республіки Азербайджан;
- Народний письменник Республіки Азербайджан;
- Народний поет Республіки Азербайджан;
- Народний художник Республіки Азербайджан;
- Заслужений діяч науки Республіки Азербайджан;
- Заслужений педагог Республіки Азербайджан;
- Заслужений артист Республіки Азербайджан;
- Заслужений художник Республіки Азербайджан;
- Заслужений діяч мистецтв Республіки Азербайджан;
- Заслужений працівник культури Республіки Азербайджан;
- Заслужений архітектор Республіки Азербайджан;
- Заслужений журналіст Республіки Азербайджан;
- Заслужений лікар Республіки Азербайджан;
- Заслужений працівник економіки Республіки Азербайджан;
- Заслужений юрист Республіки Азербайджан;
- Заслужений діяч фізичної культури і спорту Республіки Азербайджан;
- Заслужений працівник фізичної культури Республіки Азербайджан;
- Заслужений тренер Республіки Азербайджан.

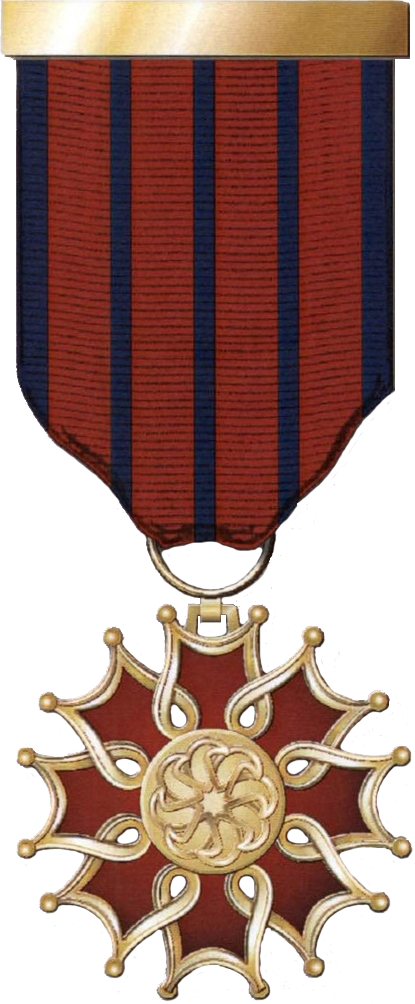
Народний … Азербайджану
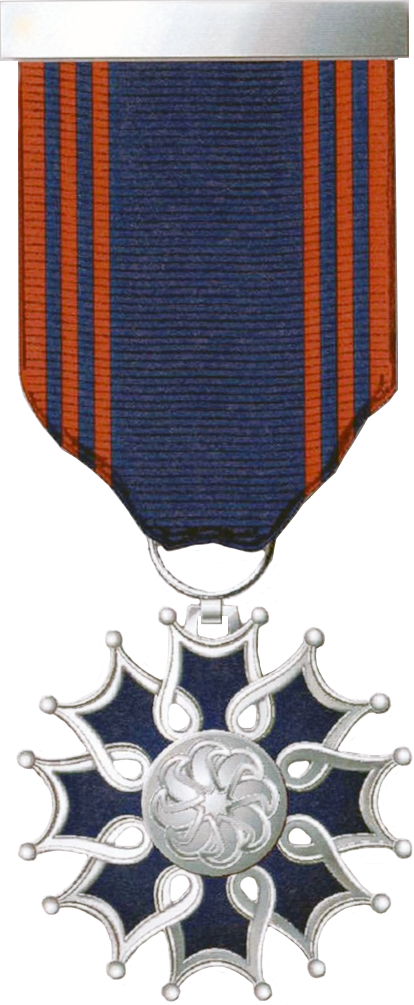
Заслужений … Азербайджану